# Lego Legendele din Chima
Lego: Legendele din Chima (engleză Lego: Legends of Chima) este un serial de animație 3D de televiziune bazat pe  și difuzat pe Cartoon Network. A început cu 2 episoade difuzate pe 16 ianuarie 2013, cu finalul sezonului 1 pe 5 decembrie 2013.
Sezonul 2 a avut premiera pe 15 martie 2014 și s-a încheiat pe 19 aprilie 2014.
Sezonul 3 a fost difuzat pe 9 august 2014 și s-a încheiat pe 22 noiembrie 2014.
În România, serialul a fost difuzat pe Megamax.

## Despre serial
Chima este un tărâm curat plin de triburi formate din diverse animale antropomorfe, variind de la lei, crocodili, vulturi, gorile, lupi, corbi, rinoceri, urși, castori, scorpioni, păianjeni, lilieci, tigri din dinți de sabie, mamuți, vulturi, fenici, Tigrii, Leopardii, Urșii de gheață și alte animale.

### Sezonul 1: Puterea CHI-ului
Când tânărul prinț Cronsoțul își pierde părinții în defileul etern al adâncimii și devine rege al tribului crocodililor, sora lui Cronsoțul, Crooler folosește plantele persuasive pentru a-l obliga să facă tot ce vrea ea (mai ales să distrugă leii). Fostul său cel mai bun prieten, prințul Laval al tribului leilor, devine cel mai rău dușman al său. Astfel, izbucnește un război teribil între cele opt triburi animale asupra puternicului CHI, o substanță care poate susține viața și o poate distruge. Înainte de bătălia finală, un nor negru oprește CHI-ul, ceea ce îl face pe Cronsoțul să dea vina pe Laval pentru asta. La bătălia finală, din moment ce Crooler a rămas fără Plantele Persuader și Laval își preface moartea, Cronsoțul este emoționat și își cere scuze pentru tot ce a făcut. Se dezvăluie că Laval și-a falsificat moartea pentru a găsi bestia legendei crocodilului, împreună cu mama lui Cronsoțul.

### Sezonul 2: În căutarea Bestiilor Legendare
Când Crawler folosesc avantajele războiului pentru ca Chi să fure Chi-ul de pe Muntele Cavora, cei opt eroi ai Chima trebuie să călătorească în Outlands pentru a salva cele opt Bestii Legendale, care sunt cheile pentru repornirea Muntelui Cavora. După înfrângerea Crawler-urilor, Chima devine un ținut liniștit, dar nu pentru mult timp.

### Sezonul 3: Legenda Focului Chi
Pe măsură ce apare o amenințare a Triburilor Vânătorilor Antici, eroii din Chima trebuie să găsească legendarele triburi ale Focului și să deblocheze noua putere Focul CHI pentru a crește căldura și a opri triburile de gheață să înghețe toată Chima. Spre sfârșitul luptelor cu Triburile Vânătorilor, eroii își încep căutarea pentru cele 8 (tehnic 9) Aripi de Foc, singurele lucruri suficient de puternice pentru a opri Triburile Vânătorilor. Eroii le găsesc în cele din urmă pe toate cele 9 și provoacă o altă Iluminare Mare. Din această cauză, totul este fix. Pământurile nu mai sunt acoperite de gheață și chiar și Triburile Vânătorilor au fost vindecate de carnea lor putrezită, precum și de corupția din inimile lor. Chima, din nou, devine un pământ liniștit fără amenințarea altor specii periculoase. Scena finală a episodului 41 dezvăluie că Chima este un tărâm a unei insule plutitoare uriașe care planează deasupra unei lumi necunoscute și mai mari.

## Distribuție voci
- David Attar - Cragger, Lennox, Rogon, Ripnik, Reegull, Stealthor
- Bethany Brown - Eris, Crooler, Spinlyn, Rinona, Wonald
- Matt Cronander - Willhurt, Ewar, Elon
- Bill Courage - Crominus, Lagravis, Longtooth, Lavertus, Mottrot
- Chris Durchand - Dom De La Woosh, Sir Fangar, Strainor
- Jesse Inocalla - Plovar, Grumlo, Runk, Sparracon, Fluminox
- Meghan Kinsley - Crunket, G'Loona, Windra, Li'ella, Maula
- John Nelson - Wakz, Crug, Balkar, Rukus, Flinx
- Michael Patric - Gorzan, Scorm, Mungus, Voom Voom, Eglor
- Scott Shantz - Laval, Worriz, Skinnet, Furtivo, Razcal, Sparratus, Scolder, Scutter, Lundor, Vardy, Firox
- Jeff Evans Todd - Razar, Bladvic, Crawley, Winzar, Leonidas, Equila, Ewald
- Adam White - Foltrax, Vornon, Tormak

## Dublajul în limba română
Dublajul a fost realizat de studiourile BTI:
- Paul Zurbău - Laval
- Carina Chereji - Eris
- Richard Balint - Clontosul
- Sorin Ionescu - Worriz, alte voci
- Cosmin Petruț - Rogon
- Adrian Locovei - Grumlo, Razar
- Anda Tămășanu - Crooler
- Alexandru Rusu - Lagravis
- Petre Ghimbășean - alte voci
- Mirela Corbeanu - Crunket
- Ion Ruscuț - Crominus, Gorzan

## Episoade
Sezonul 1 (Puterea CHI-ului)
1. Bătălia începe
2. Marea poveste
3. Războinicul
4. The Joy Ride*
5. La piață
6. Atacul asupra turnului vulturilor
7. Luna ce apare odată la 100 de ani
8. Cea mai mare cursă a tuturor
9. Gorilele o iau razna
10. Maestrul Vulpoi
11. Hoții de forță CHI
12. Exerciții de echilibristică
13. Lacrimi de crocodil
14. CHI fals, necazuri reale
15. Corbii contra vulturilor
16. O reuniune eșuată
17. Laval în exil
18. Norul negru
19. Chima cade
20. Pentru Chima
Sezonul 2 (În căutarea Bestilor Legendare)
1. Pe meleagurile străine
2. Un păienjeniș încurcat
3. Hoțul legendar
4. Vulturi și ursul
5. Dinte sau consencințe
6. S-ar putea să înțepe un pic
Sezonul 3 (Legenda Focului CHI)
1. Vise de foc
2. Atacul clanului din gheață
3. Chemarea Cavorei
4. Încercarea focului
5. Dealul Semilună
6. Foc
7. Colecție la rece
8. Efectul bulgărelui de zăpadă
9. Corvoada de a fi rege
10. O pantă foarte alunecoasă
11. Artefactul
12. Phoenix-ul a aterizat
13. O scânteie de speranță
- -acest episod are coloana sonoră de la episodul 2 din cauza unei erori.